# Box-office France 2007
Cet article traite du box-office cinéma de 2007 en France.
Cette année, 573 films sortent sur les écrans, en légère baisse par rapport à 2006 qui est une année record sur la période. C'est toujours près d'une centaine de films de plus que dix ans auparavant, soit l'équivalent de deux films supplémentaires chaque semaine. C'est le corollaire du raccourcissement des carrières en salles.
Une légère décrue par rapport à 2006 qui a été la plus belle année alors depuis 20 ans. Le décrochage est dû à un deuxième et un quatrième trimestres plutôt déprimés (en retrait entre 15 et 20 % par rapport à la période correspondante de l'année précédente).
Cette baisse est parallèle à celle des ventes de DVD (130,41 millions de DVD vendus en 2007) alors que jusqu'alors le marché du DVD s'avérait un concurrent de plus en plus fort chaque année depuis 10 ans.
Si les suites ont occupé les écrans avec des sorties massives dans plus de 900 salles et une présence forte dans le palmarès des 10 films les plus courus, les deux films qui ont marqué l'année sont originaux.
Ainsi, Ratatouille des studios Pixar (sous la houlette de Disney pour la première fois) a fini en tête du box-office grâce à un excellent bouche-à-oreille qui a porté le film pendant l'été et à la rentrée de septembre.
Côté français, le plus gros succès est La Môme, film biographique sur Édith Piaf qui s'est imposé à Paris et en province dès sa sortie. Pratiquement retiré de l'affiche, le film d'Olivier Dahan a peu profité de ses nombreux prix aux César et Oscars.
Loin des superproductions, le succès de La Graine et le Mulet à 1 000 000 de spectateurs est une surprise qui s'est bâtie avec un excellent bouche à oreille qui a pu s'appuyer d'abord sur d'excellentes critiques, puis sur des prix successifs (Prix Louis-Delluc, Césars).

## Les millionnaires
Par pays d'origine des films (Pays producteur principal)
- États-Unis : 24 films
- France : 13 films
- Royaume-Uni : 4 films
- Allemagne : 1 film
- Total : 42 films

| Classement | Titre                                           | Pays                              | Réalisateur                         | Box-office France | Semaines     |
| ---------- | ----------------------------------------------- | --------------------------------- | ----------------------------------- | ----------------- | ------------ |
| 1.         | Ratatouille                                     | États-Unis                        | Brad Bird                           | 7 845 210 entrées | 35 sem (fin) |
| 2.         | Spider-Man 3                                    | États-Unis                        | Sam Raimi                           | 6 336 433 entrées | 14 sem (fin) |
| 3.         | Harry Potter et l'Ordre du Phénix               | États-Unis                        | David Yates                         | 6 224 517 entrées | 19 sem (fin) |
| 4.         | Pirates des Caraïbes 3 : Jusqu'au bout du monde | États-Unis                        | Gore Verbinski                      | 5 763 630 entrées | 13 sem (fin) |
| 5.         | Shrek le troisième                              | États-Unis                        | Chris Miller / Raman Hui            | 5 549 908 entrées | 22 sem (fin) |
| 6.         | La Môme                                         |                                   | Olivier Dahan                       | 5 242 769 entrées | 21 sem (fin) |
| 7.         | Taxi 4                                          |                                   | Gérard Krawczyk                     | 4 562 928 entrées | 8 sem (fin)  |
| 8.         | Les Simpson, le film                            | États-Unis d'Amérique             | David Silverman                     | 3 561 697 entrées | 18 sem (fin) |
| 9.         | À la croisée des mondes : La Boussole d'or      | États-Unis d'Amérique             | Chris Weitz                         | 3 001 796 entrées | 15 sem (fin) |
| 10.        | Je suis une légende                             | États-Unis d'Amérique             | Francis Lawrence                    | 2 970 084 entrées | 10 sem (fin) |
| 11.        | Il était une fois                               | États-Unis d'Amérique             | Kevin Lima                          | 2 799 204 entrées | 15 sem (fin) |
| 12.        | Le Renard et l'Enfant                           |                                   | Luc Jacquet                         | 2 499 137 entrées | 20 sem (fin) |
| 13.        | Ensemble, c'est tout                            | Claude Berri                      | 2 312 431 entrées                   | 22 sem (fin)      |              |
| 14.        | La Nuit au musée                                | États-Unis d'Amérique             | Shawn Levy                          | 2 276 017 entrées | 18 sem (fin) |
| 15.        | Die Hard 4 : Retour en enfer                    | États-Unis d'Amérique             | Len Wiseman                         | 2 272 369 entrées | 11 sem (fin) |
| 16.        | Transformers                                    | États-Unis d'Amérique             | Michael Bay                         | 1 984 829 entrées | 9 sem (fin)  |
| 17.        | Le Cœur des hommes 2                            |                                   | Marc Esposito                       | 1 823 019 entrées | 10 sem (fin) |
| 18.        | Un secret                                       |                                   | Claude Miller                       | 1 691 907 entrées | 15 sem (fin) |
| 19.        | Les Quatre Fantastiques et le Surfer d'argent   | États-Unis d'Amérique             | Tim Story                           | 1 671 715 entrées | 7 sem (fin)  |
| 20.        | 300                                             | États-Unis d'Amérique             | Zack Snyder                         | 1 661 288 entrées | 16 sem (fin) |
| 21.        | Ocean's Thirteen                                | États-Unis d'Amérique             | Steven Soderbergh                   | 1 633 507 entrées | 12 sem (fin) |
| 22.        | La Vengeance dans la peau                       | États-Unis d'Amérique             | Paul Greengrass                     | 1 539 364 entrées | 9 sem (fin)  |
| 23.        | Les Rois de la glisse                           | États-Unis d'Amérique             | Ash Brannon / Chris Buck            | 1 536 151 entrées | 14 sem (fin) |
| 24.        | La Vie des autres                               |                                   | Florian Henckel von Donnersmarck    | 1 516 801 entrées | 38 sem (fin) |
| 25.        | Un jour sur Terre                               | États-Unis d'Amérique             | Alastair Fothergill / Mark Linfield | 1 416 261 entrées | 16 sem (fin) |
| 26.        | Le Prix à payer                                 |                                   | Alexandra Leclère                   | 1 368 791 entrées | 12 sem (fin) |
| 27.        | Dialogue avec mon jardinier                     | Jean Becker                       | 1 366 765 entrées                   | 20 sem (fin)      |              |
| 28.        | Blood Diamond                                   | États-Unis d'Amérique · Allemagne | Edward Zwick                        | 1 310 691 entrées | 14 sem (fin) |
| 29.        | Bee Movie : Drôle d'abeille                     | États-Unis d'Amérique             | Simon J. Smith / Steve Hickner      | 1 300 479 entrées | 17 sem (fin) |
| 30.        | Molière                                         |                                   | Laurent Tirard                      | 1 242 083 entrées | 18 sem (fin) |
| 31.        | 99 Francs                                       | Jan Kounen                        | 1 233 503 entrées                   | 13 sem (fin)      |              |
| 32.        | American Gangster                               | États-Unis d'Amérique             | Ridley Scott                        | 1 219 831 entrées | 12 sem (fin) |
| 33.        | Persepolis                                      | États-Unis d'Amérique             | Marjane Satrapi / Vincent Paronnaud | 1 208 421 entrées | 41 sem (fin) |
| 34.        | Rocky Balboa                                    | États-Unis d'Amérique             | Sylvester Stallone                  | 1 156 933 entrées | 7 sem (fin)  |
| 35.        | Zodiac                                          | États-Unis d'Amérique             | David Fincher                       | 1 130 683 entrées | 16 sem (fin) |
| 36.        | La Faille                                       | États-Unis d'Amérique             | Gregory Hoblit                      | 1 107 322 entrées | 13 sem (fin) |
| 37.        | Ghost Rider                                     | États-Unis d'Amérique             | Mark Steven Johnson                 | 1 069 617 entrées | 7 sem (fin)  |
| 38.        | Les Vacances de Mr. Bean                        | États-Unis d'Amérique             | Steve Bendelack                     | 1 066 963 entrées | 10 sem (fin) |
| 39.        | Le Secret de Terabithia                         | États-Unis d'Amérique             | Gábor Csupó                         | 1 036 507 entrées | 20 sem (fin) |
| 40.        | Alvin et les Chipmunks                          | États-Unis d'Amérique             | Tim Hill                            | 1 016 772 entrées | 19 sem (fin) |
| 41.        | Danse avec lui                                  |                                   | Valérie Guignabodet                 | 1 012 317 entrées | 14 sem (fin) |
| 42.        | La Graine et le Mulet                           |                                   | Abdellatif Kechiche                 | 1 010 910 entrées | 24 sem (fin) |

## Box-office par semaine
| #  | Semaine                           | Film no 1                                       | Pays              | Entrées           |
| -- | --------------------------------- | ----------------------------------------------- | ----------------- | ----------------- |
| 1  | 3 janvier au 9 janvier 2007       | Arthur et les Minimoys                          |                   | 1 027 089 entrées |
| 2  | 10 janvier au 16 janvier 2007     | Le Serpent                                      | 304 325 entrées   |                   |
| 3  | 17 janvier au 23 janvier 2007     | Jacquou le Croquant                             | 378 651 entrées   |                   |
| 4  | 24 janvier au 30 janvier 2007     | Rocky Balboa                                    |                   | 670 642 entrées   |
| 5  | 31 janvier au 6 février 2007      | Blood Diamond                                   |                   | 419 722 entrées   |
| 6  | 7 février au 13 février 2007      | La Nuit au musée                                |                   | 694 177 entrées   |
| 7  | 14 février au 20 février 2007     | Taxi 4                                          |                   | 2 010 736 entrées |
| 8  | 21 février au 27 février 2007     | La Môme                                         |                   | 1 296 944 entrées |
| 9  | 28 février au 6 mars 2007         | La Môme                                         | 822 636 entrées   |                   |
| 10 | 7 mars au 13 mars 2007            | La Môme                                         | 482 362 entrées   |                   |
| 11 | 14 mars au 20 mars 2007           | La Môme                                         | 447 430 entrées   |                   |
| 12 | 21 mars au 27 mars 2007           | 300                                             |                   | 802 975 entrées   |
| 13 | 28 mars au 3 avril 2007           | Ensemble, c'est tout                            |                   | 515 171 entrées   |
| 14 | 4 avril au 10 avril 2007          | Le Prix à payer                                 | 473 489 entrées   |                   |
| 15 | 11 avril au 17 avril 2007         | Le Prix à payer                                 | 296 026 entrées   |                   |
| 16 | 18 avril au 24 avril 2007         | Les Vacances de Mr. Bean                        |                   | 383 904 entrées   |
| 17 | 25 avril au 1er mai 2007          | Spider-Man 3                                    |                   | 804 345 entrées   |
| 18 | 2 mai au 8 mai 2007               | Spider-Man 3                                    | 2 778 533 entrées |                   |
| 19 | 9 mai au 15 mai 2007              | Spider-Man 3                                    | 1 008 707 entrées |                   |
| 20 | 16 mai au 22 mai 2007             | Spider-Man 3                                    | 918 191 entrées   |                   |
| 21 | 23 mai au 29 mai 2007             | Pirates des Caraïbes 3 : Jusqu'au bout du monde | 2 709 377 entrées |                   |
| 22 | 30 mai au 5 juin 2007             | Pirates des Caraïbes 3 : Jusqu'au bout du monde | 1 036 724 entrées |                   |
| 23 | 6 juin au 12 juin 2007            | Pirates des Caraïbes 3 : Jusqu'au bout du monde | 650 528 entrées   |                   |
| 24 | 13 juin au 19 juin 2007           | Shrek le troisième                              | 1 751 471 entrées |                   |
| 25 | 20 juin au 26 juin 2007           | Shrek le troisième                              | 1 294 115 entrées |                   |
| 26 | 27 juin au 3 juillet 2007         | Shrek le troisième                              | 808 635 entrées   |                   |
| 27 | 4 juillet au 10 juillet 2007      | Die Hard 4 : Retour en enfer                    | 1 011 566 entrées |                   |
| 28 | 11 juillet au 17 juillet 2007     | Harry Potter et l'Ordre du Phénix               |                   | 2 486 291 entrées |
| 29 | 18 juillet au 24 juillet 2007     | Harry Potter et l'Ordre du Phénix               | 1 456 024 entrées |                   |
| 30 | 25 juillet au 31 juillet 2007     | Les Simpson, le film                            |                   | 1 420 883 entrées |
| 31 | 1er août au 7 août 2007           | Ratatouille                                     | 1 951 074 entrées |                   |
| 32 | 8 août au 14 août 2007            | Ratatouille                                     | 1 401 003 entrées |                   |
| 33 | 15 août au 21 août 2007           | Ratatouille                                     | 1 372 025 entrées |                   |
| 34 | 22 août au 28 août 2007           | Ratatouille                                     | 848 687 entrées   |                   |
| 35 | 29 août au 4 septembre 2007       | Ratatouille                                     | 623 891 entrées   |                   |
| 36 | 5 septembre au 11 septembre 2007  | Ratatouille                                     | 302 809 entrées   |                   |
| 37 | 12 septembre au 18 septembre 2007 | La Vengeance dans la peau                       |                   | 584 326 entrées   |
| 38 | 19 septembre au 25 septembre 2007 | La Vengeance dans la peau                       | 374 178 entrées   |                   |
| 39 | 26 septembre au 2 octobre 2007    | 99 Francs                                       |                   | 517 322 entrées   |
| 40 | 3 octobre au 9 octobre 2007       | Un secret                                       |                   | 458 730 entrées   |
| 41 | 10 octobre au 16 octobre 2007     | Un secret                                       | 331 466 entrées   |                   |
| 42 | 17 octobre au 23 octobre 2007     | Rush Hour 3                                     |                   | 318 681 entrées   |
| 43 | 24 octobre au 30 octobre 2007     | Le Cœur des hommes 2                            |                   | 580 779 entrées   |
| 44 | 31 octobre au 6 novembre 2007     | Les Rois de la glisse                           |                   | 564 492 entrées   |
| 45 | 7 novembre au 13 novembre 2007    | Les Promesses de l'ombre                        |                   | 309 843 entrées   |
| 46 | 14 novembre au 20 novembre 2007   | American Gangster                               |                   | 485 455 entrées   |
| 47 | 21 novembre au 27 novembre 2007   | Saw 4                                           |                   | 294 553 entrées   |
| 48 | 28 novembre au 4 décembre 2007    | Il était une fois                               |                   | 702 718 entrées   |
| 49 | 5 décembre au 11 décembre 2007    | À la croisée des mondes : La Boussole d'or      |                   | 769 581 entrées   |
| 50 | 12 décembre au 18 décembre 2007   | À la croisée des mondes : La Boussole d'or      | 488 334 entrées   |                   |
| 51 | 19 décembre au 25 décembre 2007   | Je suis une légende                             |                   | 1 096 518 entrées |
| 52 | 26 décembre au 1er janvier 2008   | Je suis une légende                             | 920 126 entrées   |                   |